# Monongahela (vis)
Monongahela is een geslacht van uitgestorven kwastvinnige vissen behorende tot de longvissen en daterend uit het late Carboon. Er zijn momenteel geen bevestigde bewaarde exemplaren.
Bij de rivier de Monongahela, in de Duquesnekalksteen op Mount Washington, Allegheny County, Pennsylvania, werden resten gevonden van longvissen. In 1970 benoemde Lund het geslacht Monongahela met als typesoort Monongahela stenodonta. De geslachtsnaam verwijst naar de rivier. De soortaanduiding betekent 'mager getand', een verwijzing naar de kleine tandplaten van het verhemelte. De longvissen hebben de marginale tanden verloren.
In 1973 benoemde Lund een tweede soort: Monongahela dunkardensis.
De vondsten betreffen alle beperkte resten van jonge dieren en zijn in 1994 door Hans-Peter Schultze gezien als jongere synoniemen van Palaeophichthys parvulus, welke soort echter zelf ook niet van goed materiaal bekend is.
Afgezien van de identiteit tonen de fossielen dat zich bij oudere dieren een vierde richel op de tandplaat ontwikkelde.